# Sierra de Fuentes
Sierra de Fuentes là một đô thị trong tỉnh Cáceres, Extremadura, Tây Ban Nha. Theo điều tra dân số 2005 (INE), đô thị này có dân số là 2358 người. Local attractions include beekeeping and wildlife rescue centres.
39°26′B 6°16′T / 39,433°B 6,267°T